# Gerald Höfer
Gerald Höfer (* 3. März 1960 in Nordhausen) ist ein deutscher Lyriker, Prosaist und Herausgeber.

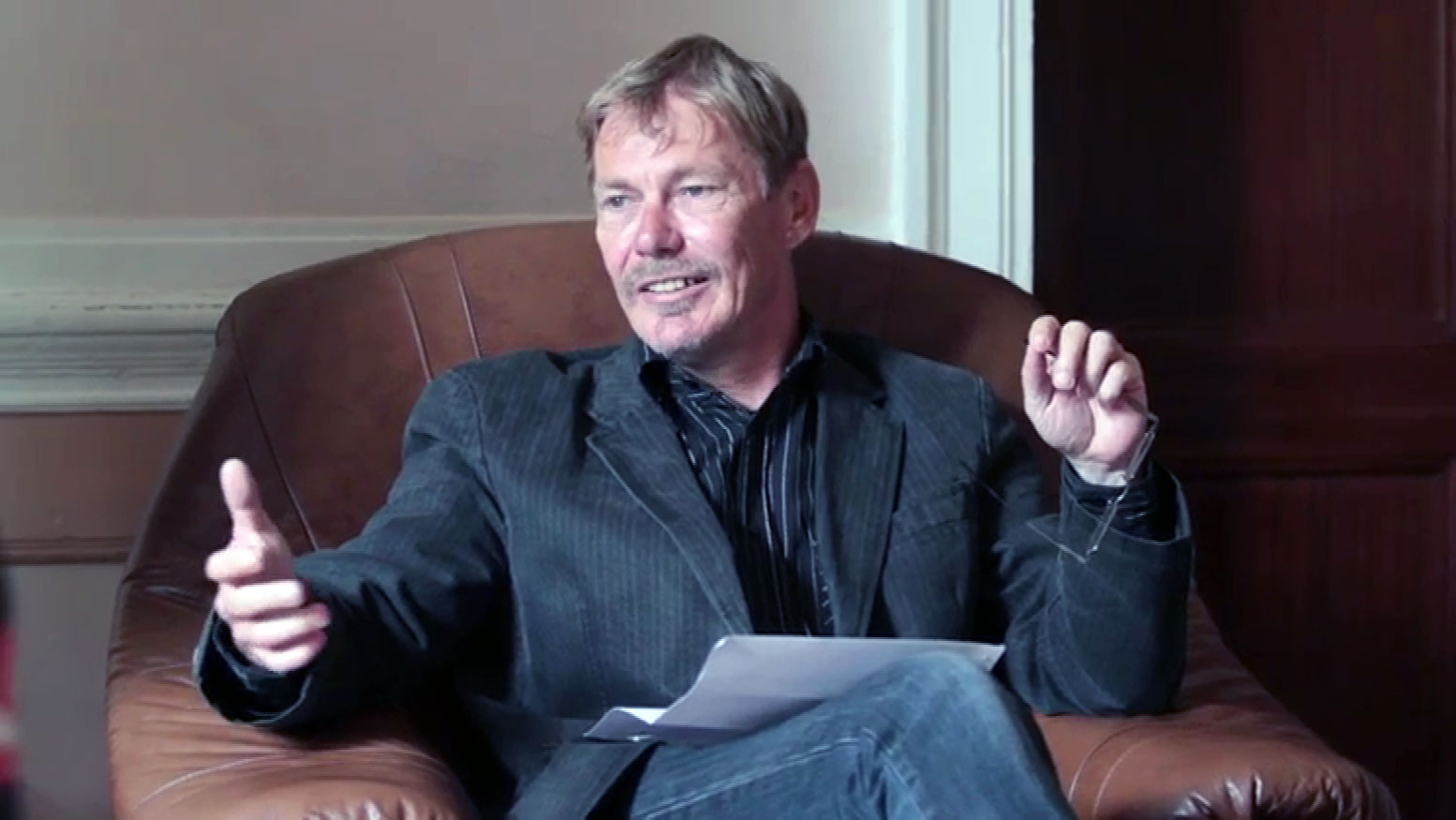
Gerald Höfer in einem Interview im Sommer 2014

## Leben und Wirken
Gerald Höfer ist Sohn des Bergarbeiters Paul und der Verkäuferin Gertraud Höfer. Er studierte von 1976 bis 1980 am Institut für Lehrerbildung in Weimar unter anderem bei Jochen Lenke und Paul Saupe und schloss mit dem 2. Staatsexamen in den Fächern Deutsch und Sport ab. Von 1987 bis 1990 studierte er Lyrik und Prosa am Deutschen Literaturinstitut Leipzig bei Klaus Steinhaußen, Hubert Witt, Bernd Leistner, Gerhard Rothbauer, Hans Pfeiffer, Helmut Richter u. a. Von 2004 bis 2013 studierte er an der Friedrich-Schiller-Universität Jena Germanistische Literaturwissenschaft bei Klaus Manger, Gottfried Willems, Gerhard R. Kaiser und Gisela Horn, Volks- und Betriebswirtschaft bei Uwe Cantner, und bei Michael Winkler am Institut für Bildung und Kultur Bildung, Kultur, Anthropologie.
Sein Sohn ist der deutsche Konzept- und Medienkünstler Martin Höfer.

### Künstlerischer Werdegang
Erste Texte Gerald Höfers erschienen Anfang der 80er Jahre. 1985 bekam er gemeinsam mit Thomas Kunst und Stefan Schütz den Preis des Bezirkspoetenseminars Erfurt und besuchte auf Empfehlung von Hannes Würtz und Edwin Kratschmer das Poetenseminar in Schwerin als Teilnehmer, im Folgejahr als Seminarassistent von Brigitte Struzyk. In diesen Jahren war er im Literaturzirkel von Anne Wiesigel aktiv und stellte ein Gros von Beiträgen in der von ihr herausgegebenen Anthologie Zeitrad (1987). Preise im Amateurschaffen folgten. Im Jahr 1986 startete in Sondershausen das Café-Pille-Experiment als multikulturelle Veranstaltungsreihe, die heute als eines der wenigen von Staat und Kirche unabhängigen und freien Kultur-Projekte auf dem Gebiet der ehemaligen DDR gilt und bis 1989 lief. Höfer lud dazu befreundete Schriftsteller, Liedermacher, Schauspieler und bildende Künstler der vom Staat unabhängigen Kulturszene ein. Im Oktober 1989 erarbeiteten und veröffentlichten Höfer und die Unterstützer des Projekts einen Forderungskatalog, der u. a. freie (Neu-)Wahlen, das Ende der Überwachung und Bespitzelung kritischer Bürger und Pressefreiheit in Stadt und Landkreis anmahnte. Die Gruppe um Höfer gilt als Mitbegründer des Neuen Forums in Nordthüringen.
In der zweiten Hälfte der 1980er Jahre folgten Beiträge in Anthologien und literarischen Zeitschriften in Verlagshäusern wie Mitteldeutscher Verlag, Verlag Neues Leben, Tribüne Verlag, Verlag Junge Welt u. a. Zeitgleich entstanden Musik-Literaturperformances, die in Museen, Bibliotheken und anderen Kultureinrichtungen stattfanden.
1990 erschien in enger Zusammenarbeit mit Andrea Schicker und Karlheinz Sydoruk das Debüt bloß – Fotos und Texte als Lyrik-Kunstband im ersten neugegründeten freien Verlag auf dem Gebiet der DDR, dem Forum Verlag Leipzig. Seit den 1990ern veröffentlichte Höfer bundesweit Lyrik, Kurzprosa und Essays in zahlreichen Anthologien, Jahrbüchern und Zeitschriften.
1999 schuf Höfer mit seinem Sohn Martin das Kunst-Projekt Barbara Rossa, das Bildende Kunst, Literatur, Musik und Performances vereinen sollte. Die multimedialen Performances starteten 1999, ab 2002 erschienen der Kurzgeschichtenband Sophie und Gedichte zwischen mir nichts und dir nichts in der eigens für Barbara Rossa gegründeten ARTE Fakt Verlagsanstalt. Dort gab Barbara Rossa auch Bücher anderer Künstler wie Oswald Henke, Chris Goellnitz, Norbert. K. Engelhardt, Gabriele Stötzer, eine Anthologie sowie Schriften zur Kunsttheorie heraus. Außerdem erschienen Beiträge auf Musiksamplern, DVDs und eine Kunstedition mit CD/DVD in einer Metallbox (Bannkreis Harmagedon – Live in Jena), die 2014 zur 1. NSK Folk Art Biennale in Leipzig ausgestellt wurde. Barbara Rossas Werke wurden in Anthologien und literarische Zeitschriften aufgenommen und in Ausstellungen gezeigt.
2018 erhielt er vom Thüringer Wirtschaftsministerium am ThEX ein Stipendium der EU für innovationsbasierte Gründungsprojekte und wurde 2019 für den ThEx Award in der Kategorie Ideenhaber nominiert. Ebenfalls 2019 war Höfer künstlerischer Leiter der ANHYDRITE — Biennale of Media Art. In den Jahren 2019 gründete er die Gesellschaft zur Förderung der künstlerischen Avantgarde mbH, 2020 war er Mitglied des Gründungsvorstands des BDS Akademie e.V. und 2021 konzipierte er das Netzwerk ART 2 INNOVATION am Zentrum für Produkt, Verfahrens- und Prozessinnovation GmbH (ZVPV) in der Experimentellen Fabrik Magdeburg.

## Werke (Auswahl)

### Autorschaft
- mit Andrea Schicker und Karlheinz Sydoruk: bloß. Forum Verlag, Leipzig 1990, ISBN 3-86151-006-5.
- mit Petra Lange und Andreas Schaller: Festschrift zum 400. Todestag des M. Johannis Clajus d. Ä. Geschichts- und Altertumsverein für Sondershausen und Umgebung e. V., Sondershausen/Bendeleben 1992.
- Schwarze Monologe. Künstlerbuch. Segler, Freiberg 1999.
- Sophie. ARTE Fakt, 2002, ISBN 3-937364-01-3.
- Gedichte zwischen mir nichts und dir nichts. ARTE Fakt, 2003, ISBN 3-937364-02-1
- Patricia trifft SIRI. Radiobeitrag, Radio Lotte, 2020[15]
- Die unerhörten Einwürfe der Patricia von den Secheren. ARTE Fakt, 2021, ISBN 978-3-937364-11-7

### Herausgeberschaft
- mit Helmut Köhler: Stefanie Keyser: Der Rabe vom Kyffhäuser. Thon, Schwerin 1997, ISBN 3-928820-64-8.
- Oswald Henke: FSK 18 – tendenziell menschenverachtend. ARTE Fakt, 2003, ISBN 3-937364-00-5.
- Norbert K. Engelhardt: Schön im letzten Augenblick. ARTE Fakt, 2004, ISBN 3-937364-03-X.
- Chris Goellnitz: Gene im Blutlicht. ARTE Fakt, 2005, ISBN 3-937364-05-6.
- mit Michael K. Brust: Tief im Schoße des Kyffhäusers – Kyffhäusergedichte aus 200 Jahren. ARTE Fakt, 2005, ISBN 3-937364-04-8.
- On(Plein)Air. ARTE Fakt, 2010, ISBN 978-3-937364-50-6.
- Imaginary Landscape. Hommage an John Cage. ARTE Fakt, 2012, ISBN 978-3-937364-52-0.
- editing spaces. reconsidering the public. ARTE Fakt, 2012, ISBN 978-3-937364-51-3.
- Serielle Materialität. Imi Knoebel und Peter Roehr. Ausstellungskatalog. ARTE Fakt, 2013, ISBN 978-3-937364-53-7.
- The Supershow. ARTE Fakt, 2014, ISBN 978-3-937364-54-4.
- Norbert K. Engelhardt: eWigkeit. Mit Grafiken von Ines Alig-Petsch. ARTE Fakt, 2015, ISBN 978-3-937364-06-3.
- AB-BA. Anna Baranowski. Künstlermonographie. ARTE Fakt, 2015, ISBN 978-3-937364-55-1.
- Michael K. Brust: Die Barbarossahöhle im Kyffhäuser. ARTE Fakt, 2015, ISBN 978-3-937364-30-8.
- LUX AETERNA. Digital organic abstraction. Videoinstallationen, Filme und Zeichnungen von Robert Seidel. ARTE Fakt, 2016, ISBN 3-937364-57-9.
- Gabriele Stötzer: das brennen der worte im mund, ARTE FAKT, 2017, ISBN 3-937364-07-2.
- Martin Höfer / Andreas Ullrich: mass media approach, ARTE FAKT, 2018, ISBN 3-937364-58-7
- Gerhard Bause: ohne ruhe rollt das meer, ARTE FAKT, 2018, ISBN 3-937364-08-0
- Martin Höfer: mass media research and new artistic strategies in public media space, ARTE FAKT, 2018, ISBN 3-937364-40-4
- Anke Engelmann (Hrsg.): Gruppenbild mit Eisbär, ARTE FAKT, 2019, ISBN 978-3-937364-09-4
- Edgar S, Le Beau: Der Sündenbock, ARTE FAKT, 2020, ISBN 978-3-937364-10-0
- Martin Höfer: New York, ARTE FAKT, 2015, ISBN 3-937364-42-0
- Gerhard Bause: Lieb Mutterland, ARTE FAKT, 2022, ISBN 3-937364-13-7
- Claudia Tittel: Kurt Schmidt und die Bauhausbühne, ARTE FAKT, 2024, ISBN 978-3-937364-59-9

### In Anthologien und literarischen Zeitschriften
- Zeitrad, Herausgegeben von Anne Wiesigel. Sondershausen, 1986
- Temperamente 1/87, Verlag Neues Leben, Berlin 1987
- Temperamente 3/87, Verlag Neues Leben, Berlin 1987
- Poesiealbum Sonderheft, Verlag Neues Leben, Berlin 1988
- Die Schublade 3, Mitteldeutscher Verlag, Halle + Leipzig 1988
- ich schreibe 3/88, Zentralhaus – Publikation, Leipzig, 1988
- ich schreibe 4/88, Zentralhaus – Publikation, Leipzig, 1988
- ich schreibe 1/89, Zentralhaus – Publikation, Leipzig 1989
- ich schreibe 4/89, Zentralhaus – Publikation, Leipzig 1989
- durch den Tag laufen, Verlag Tribüne, Berlin 1989
- Fahrtwind, Druckhaus Weimar, Erfurt 1989
- die unter 30, Mitteldeutscher Verlag Halle/Leipzig, 1990
- Donnersberg Jahrbuch, GTS - Druck, Kirchheimbolanden 1990
- Deutschland 1990. Beiträge zum Einigungsprozeß. GTS - Druck Weierhof 1991[16]
- Protokollband der 1. Hauptversammlung der Johann-Karl-Wezel - Gesellschaft e.V., Sondershausen 1992
- Der Morgen nach der Geisterfahrt. (Hg v. Peter Arfmann und Gerd E. König), Verlag Weißer Stein, Greiz 1993
- Abyss IV. Schöenwetter, Christian & Andreas Wenzel (Hg): Mischwesen Autorenverlag, München 1999
- 160 Zeichen Literatur, Uzzi Verlag, Düsseldorf 2001
- Der Pfingstbote – Offizielles Programmbuch zum XI. Wave Gotik Treffen, Finke Druck, Leipzig 2002
- Der Pfingstbote – Offizielles Programmbuch zum XII. Wave Gotik Treffen, Finke Druck, Leipzig 2003
- Der Pfingstbote – Offizielles Programmbuch zum XIII. Wave Gotik Treffen, goeart, Leipzig 2004
- Wezel-Jahrbuch Band 6/7 - 2003/2004. Studien zur europäischen Aufklärung. Herausgegeben von Jutta Heinz und Cornelia Ilbrig. Wehrhahn Verlag, Hannover 2005
- Gedichte - best german underground lyriks 2004. Herausgegeben von Rodrigo Riedrich. Acheron Verlag, Altenburg 2005
- Abyss:Abgrund. Almanach 2005. Herausgegeben von Christian Schönwetter, Andreas Wenzel, Bernhard Straßer, Mischwesen Autorenverlag, München 2005
- Signum. Blätter für Literatur und Kritik. Verlag die Scheune. Dresden 2006
- Palmbaum. Literarisches Journal für Thüringen. Heft 2. 2006. Bucha b. Jena 2006
- Palmbaum. Literarisches Journal für Thüringen. Heft 1. 2007. Bucha b. Jena 2007
- Sicherheits-Jahrbuch für Deutschland und die Schweiz 2009/2010. SecuMedia Bücher. Zürich, Ingelheim. 2008
- Die friedliche Revolution in Sondershausen. TLSTU Erfurt 2009
- Thüringen im Licht. Herausgegeben von Nancy Hünger und Ron Winkler. Wartburg Verlag, Weimar, 2015
- Eigentlich An Allen Tagen Des Jahres. Herausgegeben von Marty Sennewald. Stadt Sondershausen, 2025

### Samplerbeiträge
- Belphegor auf Künstler zum XI. Wave Gotik Treffen, Treffen- und Festspielgsellschaft für Mitteldeutschland mbH, Chemnitz. 2002
- Bloß auf Tonwerk 2. Flammenzauber, Nonpop 2004

## Ausstellungsbeteiligungen
- Künstler auf Zeitreise, Panorama Museum Bad Frankenhausen, 2005
- Bunte Republik Neustadt, Trotzdem Dresden, 2014
- 25 Jahre Demokratie, Schloss Sondershausen, 2014
- 1. NSK Folk Art Biennale, Spinnereigalerien Leipzig, Werkschauhalle, 2014.[17]
- Das Glücksprinzip. Eine Ausstellung in der ehemaligen Justizvollzugsanstalt Weimar, Galerie Eigenheim und Kunstfest Weimar, 2015[18]
- 10 Jahre Galerie Eigenheim – Jubiläumsausstellung, Kunsthalle Harry Graf Kessler Weimar, 2016[19]
- Jubiläumsausstellung – 10 Jahre Galerie Eigenheim, Galerie Eigenheim Berlin, 2016[19]
- Gerald Höfer/Gabriele Stötzer: Rädelsführer und Ästhetische Verblendung, Dichterstätte Sarah Kirsch Limlingerode, 2019[20]
- Objects in the mirror are closer than they appear - 25 Jahre BARBARA ROSSA., Galerie in der Orangerie Bendeleben, Kyffhäuserland 2024

## Preise und Stipendien
- 1985 Literaturpreis des Jugendverbandes (FDJ), Bezirk Erfurt
- 1985 2. Preis des Literaturwettbewerbs der Gewerkschaft des Bezirkes Erfurt
- 1986 2. Preis des Literaturwettbewerbs der Gewerkschaft der DDR (im Kollektiv)
- 1988 1. Preis des Literaturwettbewerbs der Gewerkschaft der DDR
- 1989 Lyrikpreis des Kulturbundes und der Akademie der Künste der DDR („J.R.Becher Diplom“)[21]
- 2001 Preisträger des Wettbewerbs 160 Zeichen Literatur[22]
- 2006 Förderpreis des Bundespräsidenten der Bundesrepublik Deutschland
- 2017 Stipendium der Kulturstiftung Thüringen[23]
- 2018/19 Stipendium der Europäischen Union für Gründungsprojekte mit hohem Innovationsgrad („Gründerprämie“)[24]
- 2021 Stipendium der Kulturstiftung Thüringen[25]